# Arturo Farías
Arturo Farías (1 de setembro de 1927 — 19 de outubro de 1992) foi um futebolista chileno. Ele competiu na Copa do Mundo FIFA de 1950, sediada no Brasil.